# 洛克人元祖系列角色列表
洛克人元祖系列角色列表列出在日本遊戲作品《洛克人元祖系列》中登場的人物。
以下項目使用略稱：
- 『洛克人』→『1代』
- 『洛克人洛克人』→『1重製』
- 『洛克人2』→『2代』
- 『洛克人3』→『3代』
- 『洛克人4』→『4代』
- 『洛克人5』→『5代』
- 『洛克人6』→『6代』
- 『洛克人7』→『7代』
- 『洛克人8』→『8代』
- 『洛克人與佛魯迪』→『與佛魯迪』
- 『洛克人9』→『9代』
- 『洛克人10』→『10代』
- 『洛克人11』→『11代』
- 『洛克人大冒險』→『大冒險』
- 『洛克人 威力戰鬥』→『威力戰鬥』
- 『洛克人2 威力鬥士』→『威力鬥士』
- 『洛克人賽車』→『賽車』
- 『洛克人 向星星許願』→『向星星許願』
- 『洛克人 未來危險了』→『未來危險了』

## 主要人物

### 機器人
- DRN.001 洛克人（ロックマン╱Rockman╱Mega Man[1]）

配音：椎名碧流（『威力戰鬥』）╱折笠愛（『8代』、『大冒險』）╱藤野薰（『VS.系列』）╱小林由美子（『1重製』）╱福原綾香（『11代』、『X DiVE』）
原本是家用的清潔機器人，因為看到威利博士作亂，所以要求萊特博士將自己改造成戰鬥機器人。詳細參見「洛克人」。
- DRN.002 蘿露（ロール╱Roll）

配音：椎名碧流（『威力鬥士』）╱小西寛子（『8代』、『賽車』）╱吉田小南美（『大冒險』）╱藤野薰（『VS.系列』）╱二宮圭美（『1重製』、『X DiVE』）╱五十嵐裕美（『龍之子VS卡普空』）╱興梠里美（『向星星許願』）╱井口裕香（『11代』）
當洛克人成為戰鬥機器人之後，萊特博士用之替補打掃的工作，猶如洛克人的妹妹。詳細參見「蘿露」。
- DRN.000 布魯斯（ブルース╱Blues╱Proto Man[1]）

配音：山野井仁（『威力戰鬥』）╱置鮎龍太郎（『8代』、『大冒險』）╱佐佐木大輔（『1重製』、『X DiVE』）╱高乃麗（『向星星許願』）
謎之機器人，以破碎人的名字神秘出沒，出現前有專屬口哨聲。真實身分是萊特製造洛克人之前，威利和萊特合力製造而成第一具智慧機器人，是洛克人的哥哥。詳細參見「布魯斯」。
- 萊德多（ライトット╱Rightot╱Auto[1]）

配音：二又一成（『8代』）╱檜山修之（『賽車』）╱飛田展男（『11代』）
自稱萊特博士首席弟子的來路不明的機器人，《7代》首次登場。因為某些緣故而弄丟自己身上的一顆螺絲，變成有些粗線條又搞笑，也養成收集螺絲的習慣。向洛克人提出拿螺絲交換道具的方案，同時也委託洛克人協助找回他遺失的「超級螺絲」。
- SWN.001 佛魯迪（フォルテ╱Forte╱Bass[1]）

配音：戶部公爾（『威力戰鬥』、『威力鬥士』）╱檜山修之（『8代』、『賽車』）╱根本圭子（『X DiVE』）
《7代》中首次登場。威利參考洛克人所製作的戰鬥用機器人，洛克人的勁敵。後來成功潛入萊特博士的家奪走了洛克人及拉修的設計圖，令戰鬥力大幅提升並擁有與柯斯貝爾合體之能力。在《與佛魯迪》中曾與洛克人合作。
- 迪歐（デューオ╱Duo）

配音：長嶝高士（『威力鬥士』）╱小杉十郎太（『8代』、『賽車』）
《威力鬥士》中首次登場。來自外太空的神祕機器人，某日和其對手一同墜落在地球上而引起了《8代》的事件。
- 國王（キング╱King）

《與佛魯迪》中登場的角色。從機器人博物館中竊取了機器人的藍圖，自稱要建立一個只有機器人的國度。實際上是威利博士為了要超越不聽自己指示的佛魯迪而製作的戰鬥型機器人，並賦予可以自己生產機器人的智能。興趣是西洋棋，但對於人類非常的憎惡且不信任。當國王開發完成後，威利便想到利用他來對付洛克人，並用來考驗佛魯迪能力。

### 輔助機器人
- 拉休（ラッシュ╱Rush）

配音：置鮎龍太郎（『8代』）╱高木涉（『向星星許願』）╱小西克幸（『11代』）
萊特博士由道具1、2、3號的開發中得到靈感並進一步開發出來的多功能支援型機器狗，是洛克人的好搭檔。
- 艾迪（エディ╱Eddie）

配音：小西寛子（『8代』）╱鈴木勝美（『向星星許願』）
萊特博士開發出道具運輸用的輔助型機器人。初期設計為可自由選擇各種道具的補給，但是由於柯薩克的事件而使開發提早終止，變成一次只能搭載一種道具。主要在關卡的特定位置裡負責給予洛克人隨機道具的補給。
- 比特（ビート╱Beat）

配音：吉田小南美（『大冒險』）
柯薩克博士為了感謝洛克人於《4代》幫助他以及他的女兒脫離威利博士的陰謀而為他所開發的支援型機器鳥，能夠藉由洛克人的口哨聲即時出現到洛克人的身旁。
- 柯斯貝爾（ゴスペル╱Gospel╱Treble[1]）

威利參考拉休所製作的多功能支援型機器狼，佛魯迪的搭檔。後來佛魯迪成功潛入萊特博士的家奪走了洛克人及拉修的設計圖，覺醒了與佛魯迪合體之能力。

### 人類
- 萊特博士（Dr.ライト╱Dr. Right╱Dr. Light[1]）

配音：石森達幸（『威力鬥士』）╱飯塚昭三（『8代』、『賽車』、『大冒險』）╱麻生智久（『1重製』、『反亂獵人X』）╱中博史（『向星星許願』、『未來危險了』）╱飛田展男（『11代』）╱佐佐山洋一（『X8』）
本名「湯瑪士·萊特」（トーマス・ライト╱Thomas Right），洛克人和《洛克人X系列》主角艾克斯的製造者，被世人稱為「機器人工學之父」，和藹可親，厭惡戰爭，希望人類能與機器人和平相處。機器人工學界的權威，從學生時代就致力於讓機器人和人類能和諧共處的夢想。曾經是威利博士的同僚，兩人在學生時代曾是一同開發機器人的好友，但威利博士卻因為過激的想法和「雙齒輪系統」不被眾人認同，於是兩人分道揚鑣。
在洛克人和蘿露製造完成的數年後新製造了6個工作機器人為人類工作。但某天，工作機器人突然開始暴走和亂竄，發展到警察和軍隊都無法控制的地步。於是洛克人自願要求萊特博士將自己改造成戰鬥機器人。雖然萊特博士抱持反對態度，但還是不得已將洛克人改造成戰鬥機器人。
據說在『洛克人初代』開發階段時，萊特博士的設計原型是聖誕老人。
- 威利博士（Dr.ワイリー╱Dr. Wily）

配音：石森達幸（『威力戰鬥』、『威力鬥士』）╱青野武（『8代』、『賽車』、『大冒險』、『1重製』、『X4』）╱緒方賢一（『向星星許願』）╱梅津秀行（『11代』）
本名「艾柏特·W·威利」（アルバート・W・ワイリー╱Albert W. Wily），自稱「邪惡天才科學家」，詭計多端，雖與萊特博士的能力不相上下，卻不用在正途上。在《6代》中曾假扮成X先生（Mr.X），世界機器人大會的贊助者，利用舉辦世界機器人大會來控制八台機器人。詳細參見「威利博士」。
- 柯薩克博士（Dr.コサック╱Dr. Cossack）

本名「米海爾·謝爾蓋維奇·柯薩克」（ミハイル・セルゲイビッチ・コサック╱Mikhail Sergeivich Cossack），卡琳卡的父親，是三個博士中年紀最輕的，来自苏联的機器人工學專家，技術甚至凌駕於另外兩個博士之上，興趣是芭蕾舞鑑賞。雖說是八大頭目（4代）的製造者，但其實是威利博士綁架卡琳卡作為人質，威脅他強迫製造八台機器人企圖征服世界。年輕時喜歡的遊戲是夾娃娃。
《洛克人11》中他以自己的研究所名義製造了凍原人，並委託了萊特博士負責進行年檢，但再次被威利博士擄走作為其雙重齒輪系統試驗機之一。
- 卡琳卡（カリンカ╱Kalinka）

本名「卡琳卡·米海洛夫娜·柯薩克」（カリンカ・ミハイロヴナ・コサック╱Kalinka Mikhailovna Cossack），柯薩克博士的女兒，個性有些刁蠻任性，夢想是當公主並住在城堡裡。《4代》中被威利博士把她當人質來威脅柯薩克博士。

## 八大頭目

### 1代及1重製
- DRN.003 剪刀人（カットマン╱Cutman）[5]

配音：渕崎有里子（『大冒險』）╱高木禮子（『1重製』）
森林伐木用的機器人，包含頭上剪刀在內的身體構造和洛克人一樣都是用鈦陶瓷合金做的，能輕鬆地砍倒大樹，手部有止滑的設計來輕鬆握住剪刀。
身體很輕，能適應惡劣的天氣，甚至連洛克人的身體都是參考他之後再進行強化，雖然防禦力不比洛克人，但彈跳能力相當的優秀。
雖然有優秀的電子頭腦，但是個性頑固，很常聽不進別人說的話，而且很容易受騙上當。
興趣是砍樹和作版畫，討厭猜拳。
最初是設定為遊戲的主角，但製作團隊發現猜拳中石頭剋剪刀的原理之後便製作了武器相剋系統，並把他改為頭目之一，所以他的動作是所有頭目之中最多的。
使用的武器為削切剪刀。
在《8代》的SEGA Saturn版中作為隱藏頭目登場，打倒他可以得到螺絲。
- DRN.004 氣力人（ガッツマン╱Gutsman）[5]

配音：飯塚昭三（『賽車』）╱配音：小野健一（『大冒險』）╱乃村健次（『1重製』）
土木工程用機器人，身上的材質為特殊合金，所以很不容易受損。
身體壯碩，可以輕鬆舉起2噸的物品，常和炸彈人一起進行爆破工程。
工作認真且急躁，是做事相當嚴格的工頭，也是名感情豐富的漢子。
興趣是卡拉OK，尤其是唱演歌，討厭藉口。
因為已丟出石頭攻擊的特性，使製作團隊發現猜拳中石頭剋剪刀的原理之後便製作了武器相剋系統，並間接把剪刀人改為頭目之一。
被強力炸彈剋制的設定是因為其身體內部零件無法承受強力炸彈造成的強力衝擊。
在後續的《洛克人賽車》中為了購買大量的E罐而參加比賽。
使用的武器為超級手臂。
- DRN.005 冰人（アイスマン╱Iceman）[5]

配音：小西寛子（『賽車』）╱配音：渕崎有里子（『大冒險』）╱神田朱未（『1重製』）
極地探勘用機器人，探勘結束後改為冷凍庫搬貨的機器人，對人類生活環境適應不易。
個性很孩子氣且任性，蘿露本人稱呼他是"小孩子"，相當受到她的照顧。
興趣是打雪仗，討厭三溫暖，夢想是存錢去南極旅遊。
似乎因為是初代冰系機器人的緣故，所以很受《7代》結冰人的尊敬。
被閃電光束剋制的設定是因為其身上的超導體零件容易導電。
在後續的《洛克人賽車》中為了賺去南極度假的旅費而參加比賽。
使用的武器為冰天箭。
- DRN.006 炸彈人（ボンバーマン╱Bombman）[5]

配音：大森章督（『大冒險』）╱臼井孝康（『1重製』）
專門用來破壞岩層和廢棄建築物的機器人。
和氣力人爲開拓作業上的好夥伴，喜歡搞大手筆的華麗場面。
興趣是打保齡球，討厭打火機和火柴。
使用的武器為強力炸彈，但製造炸彈的材質到底從何而來一直都是個謎。
- DRN.007 火焰人（ファイヤーマン╱Fireman）[5]

配音：大森章督（『大冒險』）╱泉尚（『1重製』）
垃圾場焚化垃圾用的機器人。
頭上在工作和戰鬥時會燃起火燄，溫度高達7000~8000℃。
把自身頭上的火焰稱為正義火焰，個性熱情但脾氣很差。
興趣是露營，討厭下雨。
使用的武器為瓦斯火牆。
- DRN.008 電流人（エレキマン╱Elecman）[5]

配音：田野惠（『大冒險』）╱小林康介（『1重製』）
核能發電廠控制電壓用的機器人。
因為被設定要應付各種緊急狀況，所以有著相當敏銳的判斷力和行動力，看重自己被賦予的使命。
被視為萊特博士的傑作，個性相當自戀。
興趣是彈電吉他，討厭橡膠製品。
使用的武器為閃電光束，擁有6台機器人中的最高攻擊力。
被削切剪刀剋制的設定出自於剪刀石頭布，其體內的精密電線對應剪刀石頭布中的"布"。
在《10代》中，作為《1代》頭目的代表，以可以重現過去機器人頭目招式的「武器存檔機」樣貌再次登場。
- 時間人 （タイムマン╱Timeman）

配音：成田紗矢香（『1重製』）
萊特博士為了實現時空旅行而做的實驗用機器人，能讓時間暫時緩慢一陣子。因為本身是個實驗用的不完全體機器人，所以對自己的存在相當不滿(本身認為自己只是備用的機器人而已)，也許是對八位機器人中最優秀的電流人相當忌妒，所以個性有些霸道，且要求自己準時與做事完美，但也有著孩子般的一面。
《1重製》新增加的頭目，只登場於新作模式，原本在原作計劃加入，礙於當時紅白機卡閘的容量不足而取消。
使用時間人遊玩的話劇情及其能力改動如下：因時間人當時不在實驗室，而且威利博士嫌棄時間人是不完全體機器人而未將他帶走，結果他回到實驗室後向萊特博士請求擊倒威利博士並救回他的兄弟們。經萊特博士改造後能進行集氣，並在釋放能量的瞬間減緩時間流動。
- 石油人（オイルマン╱Oilman）

配音：私市淳（『1重製』）
最新的維修用機器人。可以從手中發射出對應任何機器的機油，是在任何時候都能用帶著獨特的開心口氣說話的傢伙，所以氣力人與炸彈人皆稱呼他為兄弟。
《1重製》新增加的頭目，只登場於新作模式，原本在原作計劃加入，礙於當時紅白機卡閘的容量不足而取消。
使用石油人遊玩的話劇情及其能力改動如下：因石油人當時不在實驗室，而且威利博士不想應付石油人這極度油膩而且愛講廢話的機械人而未將他帶走，結果他回到實驗室後向萊特博士請求擊倒威利博士並救回他的兄弟們。經萊特博士改造後能以石油滑板撞擊敵人。

### 2代
- DWN.009 金屬人（メタルマン╱Metalman）

配音：岡野浩介（『大冒險』）
威利博士製造的高機動型戰鬥型機器人，也是威利第一個親手製作的戰鬥用機器人，改良自前作的剪刀人來製作，而使用的金屬也與剪刀人一樣使用鈦陶瓷合金。
有著機動性優秀且工作效率高，可全方位連續發射特殊武器金屬電鋸，但防禦力較為差勁，對洛克砲的承受力並不高。
因為頭上的金屬盤中間有個洞，所以萊特博士一度誤認為他是來自未來的牙醫。
很擅長丟飛盤，但討厭跟狗一起玩。
出乎意料的害怕自己的武器，歷代頭目中是唯一一個會被自己的武器剋制的。
- DWN.010 空氣人（エアーマン╱Airman）

配音：古田信幸（『大冒險』）
威利博士製造的空中戰鬥用機器人，其外型給人很大的壓迫感。
腹部的風扇可發射強勁的龍捲風-風扇龍捲風，與部下一起合力使用威力更強，威利曾用於放風箏但卻失敗。
原本威利想在腹部裝上螺旋槳，不過結果以失敗收場。
個性豪邁，有著使用強風來進行快攻的個性，也會對後輩擺出前輩的架式。
因秋天的落葉會卡住風扇，所以會感到棘手。
因空氣人關卡的難度很高，所以日本作曲家「てつくずおきば4」根據這關寫出了《打不倒的空氣人（エアーマンが倒せない）》這首熱血歌曲，並在網路上廣為流傳。
- DWN.011 泡沫人（バブルマン╱Bubbleman）

配音：陶山章央（『大冒險』）
威利博士製造的水中戰鬥用機器人，但在製造過程發生瑕疵，以致於沒有辦法在水裡步行，只能以跳躍的方式前進，連威利自己都覺得很好笑。
心胸很寬廣，但也相當的揮金如土。
雖然防水性能強，但一旦被尖銳物傷害到這個性能就會變差。
喜歡泡溫泉，而因為油會浮在水面上所以很不喜歡。
特殊武器是從頭部發射，混合硫酸的泡沫球。
- DWN.012 快速人（クイックマン╱Quickman）

配音：檜山修之（『賽車』）╱森久保祥太郎（『大冒險』）
威利博士參照電流人牽制洛克人的優異行動力而開發的機器人。
攻擊極強，但個性正直，尤其對與洛克人正當一決勝負這檔事特別重視，只要誰敢妨礙他，包括自己的夥伴在內都會毫不留情的被他攻擊。
身上的時間反制器在製造時出了差錯，所以在啟動時間暫停時會受到嚴重傷害，也變成他的唯一弱點。
個性急躁，喜歡與賽車比賽速度，最討厭烏龜。
雖然速度極快，但後來輸給7代的渦輪人後暫時退隱，為了雪恥而在後續的《洛克人大賽車》參賽。
特殊武器為飛出攻擊後會返回的快速迴旋鏢。
- DWN.013 粉碎人（クラッシュマン╱Crashman）

配音：田野惠（『大冒險』）
威利博士參照氣力人和炸彈人的特性，所做出戰鬥型機器人，有著會走路的火藥庫之稱。
特殊武器為粉碎爆彈，可對敵人的裝甲進行破壞，為防止爆破造成的傷害，所以身體很硬。
個性豪邁，興趣是摧毀建築物。
- DWN.014 閃光人（フラッシュマン╱Flashman）

配音：小野健一（『大冒險』）
威利博士參照時間暫停的理論開發出的戰鬥型機器人。
因為頭部類似光頭，所以討厭賣假髮的廣告，雖然對部下很照顧，但卻是個常因得意忘形而誤事的蠢蛋。
特殊武器是可短暫停止時間的時間暫停，雖然效果不長，但堪稱是威利的傑作，除戰鬥外也會在公共澡堂用來做壞事。
遊戲中被弱點的"金屬電鋸"打到之後會往上彈，因此有些玩家就利用這特性把他一直往上打直到擊敗，被戲稱「往上打的人形煙火」
- DWN.015 熱源人（ヒートマン╱Heatman）

配音：森久保祥太郎（『大冒險』）
威利博士參照火焰人所改良，開發出的戰鬥型機器人，威利在經過多次實驗後將其形狀做成打火機。
雖說本人看起來很呆，但戰鬥時的攻擊力不俗，其火焰的溫度高達12000℃(事實上火焰溫度不可能這麼高，而是混合了電漿)，背上有調節器可調整溫度。
可藉由吃下炸彈來增加火力作為攻擊手段或用來高速飛行，所以會跟破壞人要破壞爆彈來吃。
對許多事感到漠不關心，喜歡吃烤肉。
特殊武器是可將身體化為火焰衝撞敵人的原子火焰，也可以丟出三個火柱進行攻擊。
- DWN.016 木頭人（ウッドマン╱Woodman）

配音：大森章督（『大冒險』）
威利博士因為考慮到森林戰，所以利用檜木製造出來的密林戰鬥用機器人，由於是木頭做的，所以怕火和尖銳的物質。
雖然是個大力士卻很溫和，對於破壞大自然是絕不容許，愛好登山。
特殊武器是利用電子樹葉所組成的樹葉飛盾，具有攻防一體的絕佳效果
在《8代》的SEGA Saturn版中作為搜索人關卡的中頭目登場，打倒他可以得到螺絲。
在《10代》中，作為《2代》頭目的代表，以可以重現過去機器人頭目招式的「武器存檔機」的造型代表再次登場。

### 3代
- DWN.017 尖刺人（ニードルマン╱Needleman）

配音：古田信幸（『大冒險』）
原先是礦山開採用機器人，後被威利改造為戰鬥用。
有著類似金屬人的攻擊模式和類似空氣人體型的身體，可利用特殊武器尖刺大砲進行連射攻擊，子彈為可以打穿水泥牆的30厘米穿甲彈，或利用頭上的針盤突擊對手，身體出乎意料的輕巧。
攻擊性濃厚，且說話很毒，喜好裁縫，討厭打針。
- DWN.018 磁鐵人（マグネットマン╱Magnetman）

配音：大森章督（『大冒險』）
善於操控磁力的戰鬥機器人，擅長利用強大的磁力吸收對手。
原先是鐵屑處理用機器人 ，因為過於依賴自己的磁力，所以性格粗枝大葉且容易迷路，喜歡利用磁力將自己黏在威利城的天花板下睡覺 。
負責管理機器人的健康狀況，對自己的健康狀況也相當注意，喜歡指壓式按摩，討厭磁片。
特殊武器為用磁鐵型飛彈追蹤對手的磁鐵導彈。
- DWN.019 雙子星人（ジェミニマン╱Geminiman）

配音：菅原淳一（『大冒險』）
原先是利用強力雷射來破壞硬質岩盤的機器人，後被威利改造為戰鬥用。
因兩位博士都一致認為讓機器人只會用雷射是種浪費 ，而加裝了投影系統以放出立體影像來產生出類似分身術的特效，也因此利用雙子座的名稱來命名。
是名動作優雅的自戀狂，認為分身可以看清楚自己的美貌，但卻很怕蛇。
特殊武器是威利私下加裝了萊德發現的「反應粒子產生器」，而變成了會無限反射並攻擊具有思考能力物體的雙子星雷射。
在《10代》中，作為《3代》頭目的代表，以可以重現過去機器人頭目招式的「武器存檔機」的造型代表再次登場。
- DWN.020 堅硬人（ハードマン╱Hardman）

配音：古田信幸（『大冒險』）
以密度極高的物質製成，用於整地作業的機器人。
把三噸的體重濃縮在自己身上，擅長從天而降的壓頂攻擊，機動力很低，而因為身體堅硬的緣故所以一般攻擊也對他起不了作用。
個性相當正直，是個喜歡堂堂正正決勝負的豪傑，對蛇人的迂迴戰法很不以為然。
特殊武器為從兩腕發出飛拳的堅硬飛拳，喜歡相撲，缺點是掉入水裡時一定會下沉，而且從天上墜落來攻擊時會有一段間動彈不得。
- DWN.021 陀螺人（タップマン╱Topman）

配音：田野惠（『大冒險』）
特殊情況處理用機器人，但到底用處為何沒有人知道。
擅長使用自身迴轉來撞擊對手的旋轉陀螺，但因為轉太久會頭暈，所以不能長時間使用。
愛好溜冰，頭上可以丟出三個陀螺來進行攻擊，在過新年時很受歡迎。
- DWN.022 蛇人（スネークマン╱Snakeman）

配音：菅原淳一（『大冒險』）
原地形調查用的蛇型機器人，後被威利改造為戰鬥用。
如同蛇一樣，相當擅長匍匐前進的攻擊，喜歡利用自己的身體優勢來進行迂迴作戰，和堅硬人很合不來。
特殊武器為發射蛇型機械的搜索蛇，對4代的蟾蜍人很有興趣(因為蛇會捕食蛙類)。
很討厭動物，特別是蛞蝓。
- DWN.023 電光人（スパークマン╱Sparkman）

配音：大森章督（『大冒險』）
原充電用機器人，後被威利改造為戰鬥用。
體內有極高功率的發電機，可以放出閃電人二倍以上的電力，但因為經常過於浪費，所以重要時刻時常使不出電來。
原本設計時沒有漏電的問題，後被威利私下改造成可凝聚電力來攻擊，但由於電力過強的緣故，而常常在攻擊後造成迴路故障。
特殊武器為可以發射八個方位小型電球或是單一大型電球的電光衝擊。
不知為何很喜歡鯰魚和鰻魚。
- DWN.024 忍者人（シャドーマン╱Shadowman）

配音：置鮎龍太郎（『賽車』）╱岡野浩介（『大冒險』）
威利從古代遺跡中發現出來的機器人，存在目前一切都是迷，威利把在跟在身邊作為保鑣。
有著忍者般的外表，身上是用不存在於地球的特殊合金所做。
特殊武器為使用大型手裡劍投射對手的殘影飛鏢，材料同樣是不存在於地球的特殊合金所製成，上頭塗有會讓機械人機能錯亂的液體。
對於給對手驚嚇感到有趣，同時不喜歡無聊的機關。
在後續的《洛克人大賽車》中為了建造自己的忍者之城而參賽。

### 4代
- DWN.025 燈泡人（ブライトマン╱Brightman）

原用於緊急照明的機器人，後被改造成戰鬥用。
頭上有著功率1000萬瓦的大燈泡，不只可以使靠近者暈眩，更能使機器人的電子頭腦產生暫時性的當機，而威利也依照了過往製作的經驗，在除了原本就是暗中活動用的法老王人以外的其他頭目上安裝反制器。而由於燈泡的耗能過大，因此本身並沒有什麼特別大的武裝化。
喜好發明，討厭蠻荒地區及夜晚的霓虹燈。
原設計者是日本的插畫家榎本祥孝(當時14歲)。
事件結束後在電器行工作。最初的設定名稱為「珍珠人」。
- DWN.026 蟾蜍人（トードマン╱Toadman）

原用於製造人工雨的農業用機器人，後被改造成戰鬥用。經由威利的改造後增加了能對機器人有不良影響的酸雨武器「暴雨硫酸」。
遊戲中是藉由扭腰來產生雨水，在此時攻擊他可以制止酸雨，而扭腰動作頗受青少年歡迎。而因為是蛙類，所以很厭惡蛇造型的蛇人。會稱蟾蜍人有可能是因為「暴雨硫酸」是酸雨武器就如同蟾蜍的皮膚有劇毒的道理是一樣。
最初的武器設定為「舌頭砲」。
- DWN.027 鑽頭人（ドリルマン╱Drillman）

原工地現場挖掘用的機器人，後被改造成戰鬥用。手腕與頭皆配備著鑽頭，可以潛入地底向對方奇襲，手上配備著可以發射後遙控引爆的「鑽頭炸彈」。
個性很熱心，曾經因為挖到溫泉被表揚。
有著對計算很不拿手的設定，但手上鑽頭的使用牽涉到數學方面的計算，所以實際真相不明。
- DWN.028 法老王人（ファラオマン╱Pharaohman）

原金字塔內部探勘用的機器人，後被改造成戰鬥用。以埃及當地人對遺跡詛咒的恐懼為考量，所以特別把臉部製做成圖坦卡門面具的樣子。而為了對應金字塔內部的陷阱，所以有著相當高的敏捷和耐久度。率領著1000具木乃伊造型的機器人部下。武器為將太陽能濃縮後丟出的「法老王衝擊波」。
因為本身是在陰暗的金字塔中工作，所以對微光特別敏感，也因此對突如其來的強光毫無抗性。
對美女毫無抵抗力。
最初的設定名稱為「木乃伊人」。
- DWN.029 圓環人（リングマン╱Ringman）

為了對付洛克人而製作戰鬥用警察機器人。對自己的實力相當驕傲，有著「沒有任何我打不倒的對手」的豪語
武器為能自由控制角度的投擲武器「圓環飛鏢」。不喜歡小孩子，尤其特別討厭壞小孩。
在《10代》中，作為《4代》頭目的代表，以可以重現過去機器人頭目招式的「武器存檔機」的造型代表再次登場。
- DWN.030 垃圾人（ダストマン╱Dustman）

原吸入灰塵後壓縮處理的清掃用機器人。威利見到他的強大吸力之後便拿來改造。
喜好整潔，尤其最喜歡年末大掃除，討厭花粉，在研究所打掃而活躍著。武器為將壓縮後的廢鐵發射攻擊的「垃圾爆彈」。
原設計者為漫畫光速蒙面俠21的作者村田雄介（當時13歲）。
- DWN.031 潛水人（ダイブマン╱Diveman）

內藏AI，可作為小型潛水艇水中探查用機器人，容易暈船。
可由胸部發射出追蹤用水陸兩用的魚雷「潛水導彈」，由於程式編寫錯誤的緣故 ，造成在魚雷射出後也會跟著衝撞敵人，產生出乎意料的強大威力。
雖然戰鬥力強，但卻是個頭腦簡單的單細胞生物。事件結束後與洛克人成為好友，負責守護大海的和平，對《洛克人與佛魯迪》中登場的海盜人感到棘手。
- DWN.032 骷髏人（スカルマン╱Skullman）

與圓環人同樣為了戰鬥而開發的機器人，戰鬥以外的事一無所知。
性格殘忍，武器為身體四周產生骷髏型電路板，進而阻擋敵人攻擊的「骷髏防護罩」，喜歡鑑賞恐怖片。
本身是依照洛克人的動作的移動，如洛克人無任何動作時就不會有任何反應。

### 5代
- DWN.033 重力人（グラビティーマン╱Gravityman）

佔領反重力研究所的機器人，個性開朗。武器為同一個研究所所開發重力控制裝置「重力拋」，在狹小的房間中控制重力，喜好研究物理學。當不喜歡的同伴造訪時會利用反重力躲到天花板上。有著再反轉重力時毫無防備的弱點，所以配備了基本武力，在反轉重力時以自己為中心給予對手射擊。
舞台的設計靈感來自同為卡普空公司所出品的《出擊飛龍》系列遊戲，關卡中配備了反轉重力的裝置。
最初角色設計的性別為女性。
- DWN.034 水流人（ウェーブマン╱Waveman）

水陸兩用戰鬥用機器人，威利以「征服世界的第一步就是要確保水源控制」的前提製造，用來佔領水質管理局，討厭人群。特殊武器為沿著地面行進的高壓水柱「水柱波浪」。脾氣暴躁，憤怒時會用魚叉刺向對手，不喜歡下水，且不擅長近距離戰鬥。
過去歐美發表的同人遊戲《洛克人3 (DOS版)》中有同名的角色登場。
- DWN.035 岩石人（ストーンマン╱Stoneman）

用石頭打造的巨型機器人，用在攻佔空中庭園時，順便佔領附近的高山作為前線基地。身體很重，材質則為便宜的石頭，容易解體 ，在著地分解時會觸動身上的重組裝置來回復，特殊武器為使用三顆往外擴張的石頭，以漩渦軌道飛出的攻擊的「岩石護盾」。性格如同石頭般頑固，與《1代》的氣力人是好友，兩人常一起喝油。
- DWN.036 螺旋人（ジャイロマン╱Gyroman）

空中戰鬥用機器人。奉威利的命令佔領空中庭園來收取門票錢，但占領後客人反而銳減，威利索性改造成基地後讓他看守。原本搭載著噴射用的飛行裝置和攻擊用飛彈，但礙於資金不足所以改成攻擊與飛行兩用的螺旋槳，但本人並不在意這回事。擅長躲在雲中攻擊對手，特殊武器為丟出螺旋槳型的刀片進行攻擊的「螺旋飛刀」。
- DWN.037 星辰人（スターマン╱Starman）

宇宙戰鬥用機器人，奉威利的命令佔領地球軌道上衛星基地。有著「華麗貴公子」的稱號，是個極度自戀及喜歡美麗物品的機器人，興趣為鑑賞歌劇和音樂劇。雖然負責監督衛星基地的改造工程，但只顧著打扮自己而導致工程落後。夢想是在宇宙找到自己理想的戀人並一起旅行。特殊武器為星星狀的強力屏障「星辰防護罩」。與《3代》的忍者人同樣使用地球以外的材質製造。
- DWN.038 充氣人（チャージマン╱Chargeman）

從輸送用機器人改造。將物資供應給太空站基地而製作的運輸機器人。因為資金不足的緣故，所以動力系統使用蒸汽裝置，外型設計因而與蒸氣火車頭一樣。對自己能省錢感到得意，本身也很愛錢。有著拼命三郎的個性，做事為一直線往前衝的。特殊武器為滑行時腳底能放出衝擊波的「充氣撞」。
最初收到的投稿名稱為「蒸氣人」，特殊武器為變形時發動的必殺技「移動衝擊」，但是沒有被採用。
- DWN.039 汽油人（ナパームマン╱Napalmman）

配音：小杉十郎太（『賽車』）
威利製造，全身藏滿重火器武力的戰鬥用機器，負責管理祕密兵工廠。在工場中來回地看著自己新得到的兵器為每日的必備功課。身上裝著包括特殊武器「汽油彈」等強力武器，同伴都不太敢接近他，因為朋友很少所以有著膽小的一面。
在《洛克人大賽車》為了用賞金來建造兵器博物館而來參加比賽。
在《10代》中，作為《5代》頭目的代表，以可以重現過去機器人頭目招式的「武器存檔機」的造型代表再次登場。
- DWN.040 水晶人（クリスタルマン╱Crystalman）

體內可以製造水晶原石的機器人，最初開發的目的是因為要賺取資金，體內可生產人工水晶。身體包括關節在內的不少部位都是水晶做成，所以有著媲美石頭人的硬度。擁有比其他機器人跳更高的高度。特殊武器為碰到牆壁等障礙時會分裂為三顆小水晶，且會繼續反射的「水晶眼」。
與前作登場的吸塵人相同，原設計者為漫畫光速蒙面俠21的作者村田雄介（當時14歲）。最初投稿名稱為「鏡面人」，可以集中凸透鏡的光來攻擊。

### 6代
- DWN.041 滑雪人（ブリザードマン╱Blizzardman）

雪人造型的南極觀測用機器人，特殊武器為將產生人工雪的氣象觀測裝置改造而來的「暴雪攻擊」，成為戰鬥用機器人。另一個身分為冬季運動的知名選手，冬季機器人奧林匹克比賽中連續三屆取得金牌的優秀好手。最近在從事氣象主播的工作，動力源為太陽能。
- DWN.042 人馬人（ケンタウロスマン╱Centaurman）

古代歷史博物館的嚮導機器人，為了得到優勝獎金來整修老舊的博物館而參加比賽，能力不明。參考希臘神話中登場的半人馬所製作，有著控制時間與空間的能力，可以在任何場所瞬間移動。
特殊武器為技術上應用了閃光人的「時間暫停」以及燈泡人的「閃光燈泡」，成為可以扭曲時空的武器「人馬閃光」，但缺點是武器的能量消耗頗高。能量為電池（未來的乾電池可以用非常久），走路時有獨特的馬蹄聲。
在池原成利的漫畫版中，是與騎士人為戀人關係的女性機器人，頭盔下的真面目為金色長髮。
- DWN.043 烈火人（フレイムマン╱Flameman）

頭上捲著頭巾的舊式火力發電型機器人，安定性卻遠比舊式的核能及現行的太陽能發電型機器人更為安定。光自身發電機就可以供應整座發電廠的電力。特殊武器為體內的火力發電機發射出來的「爆破火焰」。一天要喝三次油，且非常注重準時。認為「核能及太陽能機器人毫無用處可言」。
在《10代》中，作為《6代》頭目的代表，以可以重現過去機器人頭目招式的「武器存檔機」的造型再次登場。
- DWN.044 騎士人（ナイトマン╱Knightman）

以中世紀的騎士為範本打造的戰鬥型機器人，已經打敗超過1000具機器人。有著重視攻擊力與防禦力的設計，左手攜帶著鐵球型特殊武器「騎士裂鎚」右手則裝備著盾牌，但過重的身體讓他失去機動性，有著喜歡正當決勝負的騎士精神。
在池原成利的漫畫版中，與人馬人為戀人關係。
- DWN.045 花人（プラントマン╱Plantman）

在植物園管理植物的管理機器人，在隊伍中有如吉祥物般的存在，之後塗上特殊迷彩並改造成戰鬥用。能與植物溝通，痛恨踐踏花草的人。特殊武器為將能量濃縮成花瓣型後發射出的「苗木阻擋層」。對蜜蜂和自然環境的急遽變化沒有抵抗力，尤其非常怕冷。
原始設定為「花朵人」。
- DWN.046 戰斧人（トマホークマン╱Tomahawkman）

為了戰鬥而開發的戰士機器人，北美洲的代表選手，造型參考自蘇族的印地安酋長。有著不畏懼死亡的勇敢性格及優秀的高攻擊力，特殊武器為右手裝備，可讓100公尺外的蠟燭熄火的「銀色戰斧」，以及彌補死角的羽毛型飛彈攻擊，對接近戰很不拿手。美國精神濃厚，討厭說謊。
- DWN.047 風扇人（ウインドマン╱Windman）

農業用機器人，工作為釋放有助農作物生長的風。與2代登場的空氣人使用相同的技術，但與空氣人相比較偏向人型。同時並用螺旋槳動力和噴射機動力來操縱風，有著吹起200公里風速的威力。可以利用自身的風力移動，腳底也應用了氣墊技術，所以能夠短距離飛行。特殊武器為發射突風的武器「颶風風暴」，被同類型的空氣人視為競爭對手。頭上的帽子如同拉麵碗，對料理拿手。
原國籍不明、在有賀等的漫畫版中為中國製的機器人。
- DWN.048 武士人（ヤマトマン╱Yamatoman）

全身包裹著武士鎧甲，如同日本武士的戰鬥用機器人。在設計時參考了騎士人，雖然看起來很重，但追求輕量化的同時也將鎧甲給輕薄化。特殊武器為將長槍的前端射出攻擊的「武士飛槍」，但槍頭發射後不能回收。將磨槍列為每日必做的功課。
有著武士道精神，尊敬有著騎士道精神的騎士人。使槍的好手，但令人意外的是一個日本刀狂熱分子。不擅英文，閒暇時會在英語教室附近出沒。

### 7代
- DWN.049 結冰人（フリーズマン╱Freezeman）

無公害能量實驗的試作型機器人，後來因為實驗的不了了之，最後被威利接收改造。利用了高溫+低溫=常溫的理論，將週邊的空氣分成高低二溫，特殊武器為將高溫吸收來轉換作為自己的能源後，再利用低溫作為武器攻擊的「結冰雹彈」。對自己是試作品感到驕傲，是擁有著「冰之戰鬥機器人」這個特殊稱號的完美主義者，登場時會擺出耍帥的Pose。
有著閱讀推理小説的興趣，視《1代》的冰人為值得尊敬的前輩。
如果被自己的招式結冰雹彈擊中的話不但無法造成傷害，且會給予補血並擺出耍帥的Pose。
- DWN.050 廢鐵人（ジャンクマン╱Junkman）

檢索著廢棄物，找出是否有可再生資源的回收用機器人，因為被威利發現他強大的磁力，故把他改造成戰鬥用。因為身上布滿著磁力強大的電磁鐵，所以對高壓電非常沒有抵抗力。雖然給人一股很兇惡的形象，但卻有著個不折不扣的節儉性格。特殊武器為以強力的磁力聚集，用來控制著廢金屬來作為攻擊兼屏障用的「廢鐵護盾」。
最初招募的使用名稱為「人造人」(フランケンマン)，原始設計幾乎完全保留。
- DWN.051 爆裂人（バーストマン╱Burstman）

化學藥品工廠守衛用機器人。正統的江戶之子，喜歡祭典的熱鬧氣氛。有著使用炸彈來戰鬥的癖好，卻有著害怕炸彈傷到自己的膽小個性，所以引爆炸彈時都先躲的遠遠的。特殊武器為將巨大的泡沫包覆一枚爆彈，將接觸到的敵人吸入其中再引爆的「泡沫炸彈」。最喜歡發射煙火，是個容易感到寂寞的人 。而因為體內藏有火藥的關係，所以對溫度的劇烈非常不適應。
最初招募的使用名稱為「肥皂人」(シャボンマン)。
- DWN.052 雲人（クラウドマン╱Cloudman）

原為氣象控制用機器人，被威利改造成戰鬥用。體內安裝了無重力裝置，再加上氣墊船的原理，系列中第一個只會在空中戰鬥的機器人。特殊武器為除去原本的造雨裝置，以電池（洛克人所在的世界電池相當持久）強化電擊產生裝置來充電進行雷擊的「閃電直擊」。由於非戰鬥用裝置除去的因素，所以可以用特殊的雲狀物浮在天空 。雖然對自己不能在地面行走感到苦惱，但還是對威利的改造感到感謝。
最初招募的使用名稱為「煙霧人」(スモークマン)。
- DWN.053 彈簧人（スプリングマン╱Springman）

配音：青野武（『賽車』）
由威利製作，身上約2000個彈簧所組成的機器人。因為身體很輕，所以有著驚人的彈跳力。但因為身體的構成導致無法上下樓梯，所以通常都待在自己的房間裡。特殊武器為放出兩個大型彈簧攻擊對手的「廣角旋轉」。因為彈力很強，所以也會將敵人抓住候用其彈力來狀天花板。身體可以吸收一般物理物理攻擊，但唯獨無法防禦斬擊。此外，如果被閃電直擊擊中的話不但無法造成傷害，反而會變成電磁鐵來產生電磁效應，近而將洛克人吸去攻擊。
最初招募的使用名稱就已經是「彈簧人」(スプリングマン)，外型設計與現在幾乎沒有差異，特殊武器為將手伸長攻擊的「彈簧拳」，此招後來演變成戰鬥時的一般招式。
在《賽車》中為了得到購買讓身體變重的零件而參加比賽。
- DWN.054 削切人（スラッシュマン╱Slashman）

威利為了要在森林中建造秘密基地而改造的機器人。據製作人在《洛克人與佛魯迪》中的說明，其製造來源來自《洛克人世界5》所登場，宇宙破壞者之一的布魯托。起初製造時是為了指揮機器恐龍軍團，但因機動力大幅強化的結果，導致沒有部下跟得上他，所以大多自己行動。特殊武器為裝配在爪上的小型化攻擊裝置，並可將小行星擊破的「真空切斷」，以及配備著可捕捉對手的紅色黏著彈。有著野獸的外表及個性，喜歡蔬菜和水果。在機器人中不擅長對溫度的急遽變化，所以寒冷時會冬眠，炎熱時會有脫水的症狀。
能夠抓破泡沫炸彈，並將其中的炸彈反彈回擊洛克人。
在《10代》中，作為《7代》頭目的代表，以可以重現過去機器人頭目招式的「武器存檔機」的造型代表再次登場。
最初招募的使用名稱為「爪子人」(クローマン)，特殊武器為「滑動爪擊」。
- DWN.055 蝙蝠人（シェードマン╱Shademan）

在遊樂園的鬼屋製造氣氛用的機器人，後被威利改造。特殊武器原先為洗腦用的音波，但因威利的配線錯誤，導致洗腦音波變成了可讓機器構造毀損的「破壞音波」，除此之外為了看起來像真的吸血鬼，所以也配備著吸血和定身光線的機能。喜歡天花板下等黑暗的地方，但是很怕老鼠、蟑螂和蜘蛛之類的生物。雖然是個音癡，但仍有著成為音樂家的夢想，現在仍每天在特訓。
因為蝙蝠人的關卡充斥著古堡和墓園，風格類似著同為卡普空公司所出品的魔界村系列，在選擇本關時輸入特別的指令並進入關卡後背景音樂會轉變成「魔界村」的背景音樂。
如果被自己的招式破壞音波擊中的話不但無法造成傷害，反而會吸收後再反彈攻擊洛克人。
- DWN.056 渦輪人（ターボマン╱Turboman）

因為威利發現已經沒有製造機器人的材料，所以將自己的汽車改造而成的機器人。缺點是因為能源使用汽油，甚至攻擊時的燃燒都會使用，所以燃料費的消耗讓威利傷透腦筋。有著變形回汽車的能力，但因為變形的不完全，被超音波打到時會出現當機動作，而被電擊打到後會變成無敵的電動車。特殊武器為放出輪狀火焰攻擊的「燃燒火輪」。興趣是變成賽車型態，將身上的立體聲喇叭開到最大聲後在街道上暴走狂飆，最大的希望是配備安全氣囊。
在威利的機器中速度是數一數二的快，速度優勢在快速人之上。
在《賽車》中是上一屆的賽車冠軍，擊敗過快速人。再次舉行賽車時由於比賽前夕發現身體零件出現狀況而沒有參賽。
被閃電直擊擊中的話不但無法造成傷害，反而會讓渦輪人進入短暫的無敵狀態。
最初招募的使用名稱為「短跑人」（ダッシュマン）。

### 8代
- DWN.057 天狗人（テングマン╱Tenguman）

配音：長嶝高士（『8代』）
原為用來開發人造颱風的實驗用機器人，被威利盜走後改造成戰鬥用機器人。就如其名，不管是外表還是個性都像個孤傲的天狗，對自己的長鼻子感到驕傲。特殊武器為往地面發射葉片，藉由旋轉來產生龍捲風的「龍捲風球」，藉由高速移動也能產生強烈的風暴。而雖然是氣象實驗用機器人，但非常怕冷。
目前住在日本，並佔領空中基地做為自己的據點，PS版與SS版使用的BGM不一樣。
- DWN.058 星象人（アストロマン╱Astroman）

配音：二又一成（『8代』）
原為在天文館使用異次元星象儀來教育兒童的機器人，被威利盜走後改造成戰鬥用機器人。守護威利塔屏障的四部機器人之一。
使用無重力裝置飄浮在空中。個性膽小害羞，所以常常將自己隱藏起來，很怕被追蹤，也是躲貓貓的世界冠軍。特殊武器為從太空中吸引大量的隕石，並粉碎自己週邊敵人的「隕石雨」，但其武器的空隙非常的大。
個性單純善良，有著會像流星許願的一面。所在據點位於英國。
- DWN.059 巨劍人（ソードマン╱Swordman）

配音：高木渉（『8代』）
威利博士利用從博物館偷來古代大劍加上身體後製作成的機器人。守護威利塔屏障的四部機器人之一。
有著相當高明的劍術，而因為身上的劍過重導致無法平衡，所以威利在其上半身安裝了反重力裝置來保持平衡。特殊武器為將劍纏繞火焰後將敵人一刀兩斷的「火焰劍」。得意技術為藉由上半身快速旋轉來斬擊敵人的「火焰切割」。
喜歡堂堂正正的決勝負，據點在中亞。
最初招募時的名稱為「遠古人」(エインシェントマン)，使用武器為「守護之劍」(ガーディアンブレード)。
投稿者為秋田縣的松尾佳悟。
- DWN.060 小丑人（クラウンマン╱Clownman）

配音：坂本千夏（『8代』）
原為遊樂園表演的機器人，被威利改造成戰鬥用機器人，有著小丑的造型，身體很小且輕盈。擁有相當長度的手臂，但遇到強風會打結。因為能輕鬆做到空中飛人的動作所以感到驕傲，利用長手臂在空中迴轉來愚弄對手。特殊武器為用手臂抓住敵人後放出電流攻擊的「霹靂爪」，以及將身體包成帶電的球狀並來回彈跳的得意技「雷電嘉年華」。
性格惡劣且瞧不起洛克人，認為洛克人又笨又弱。目前以澳洲的遊樂園作為自己的據點。
名稱和長手臂在當初招募時就已出現，差別是最初有著類似死神的面具。
投稿者為岐阜縣的阪井裕茂。
- DWN.061 搜索人（サーチマン╱Searchman）

配音：長嶝高士（『8代』）
原為安全監控的機器人，被威利改造成戰鬥用機器人。守護威利塔屏障的四部機器人之一。
為了加強監視，所以威利自作聰明的給予加裝了兩個頭腦，但兩個頭有點類似上級與下屬的關係且關係極差，導致變成互相在監視對方。
特殊武器為右手迫擊砲所發射出來能自動狙擊敵人的「追蹤飛彈」。
由於在非洲的雨林內作為自己的據點，故此能夠用樹葉堆隱藏自己，並製作出替身以分散洛克人的注意力並偷偷的作出偷襲。
最初招募時的名稱為「巴爾幹人」(バルカンマン)。
投稿者為島根縣的田裕太。
- DWN.062 冰霜人（フロストマン╱Frostman）

配音：高木涉（『8代』）
由於製造小丑人後有剩餘的零件而製成的戰鬥用機器人，為歷代八大頭目中體型最大的。
因為思考回路不完全所以腦袋不太靈光，夢想為吃掉用洛克人製成的刨冰。
特殊武器為「冰凍波」（實際上為洛克人5當中的頭目波浪人的特殊武器「水柱波浪」的冰凍版）。
目前以阿拉斯加作為自己的據點。
最初招募時的名稱為「葉堤人」(イエティマン)(葉堤(yeti)為聖母峰的傳說生物)，特殊武器為「暴雪護盾」(ブリザードシールド)，但除了體積比較巨大的設定外，其他設定皆沒有被採用。
投稿者為島根縣的野村明史。
在《10代》中，作為《8代》頭目的代表，以可以重現過去機器人頭目招式的「武器存檔機」的造型代表再次登場。
- DWN.063 手榴彈人（グレネードマン╱Gernademan）

配音：二又一成（『8代』）
以手榴彈為設計原型的戰鬥用機器人。內設的強化程式能暫時提升手榴彈人的戰鬥力。
有著喜歡炸毀物品的癖好，因為被威利派去管理炸彈工廠而非常高興。
特殊武器為爆炸時會有閃光的「閃光炸彈」，卻也很享受被自己的炸彈反彈後波及的快感。
目前以南美洲的炸彈工廠作為自己的據點。
最初招募時的名稱為「引爆人」(エクスプロードマン)，使用武器為「爆發炸彈」(エクスプロードボム)。
投稿者為神奈川縣的小牧健一郎。
- DWN.064 水人（アクアマン╱Aquaman）

配音：坂本千夏（『8代』）
威利製造的戰鬥用機器人，似乎跟小丑人的設計有出入。守護威利塔屏障的四部機器人之一。
個性低級，喜歡開下流的玩笑，身體為一個大水缸，可用手上的水炮抽水進入身體以便使用特殊武器「水氣球」。
目前以馬達加斯加的海底實驗室作為自己的據點。
最初招募時的名稱為「生化人」(バイオマン)。特殊武器為能融化金屬，並入侵機器人身體使其故障的「生化溶液」(バイオリキッド)，原本設定為能將對手機器人溶解，身體極為精密且智慧極高的機器人，與後來定案的水人相去甚遠。
投稿者為福島縣的栗成盛登。

### 與佛魯迪
- KGN.001 發電人（ダイナモマン╱Dynamoman）

原本是引導孩子到發電廠的機器人，後來被國王改裝用於戰鬥，但受不了不合理的改造。由於他經常放電而被人唾棄，之後變得討厭孩子及多疑。對不合理的改造感到遺憾。
除了充分利用強大的發電機在整個畫面上放出閃電的特殊武器“閃電螺栓”之外，它還可以發射具有時間延遲的電擊子彈和在三個高度飛行的發電機。另外，當生命能量減少到一半以下時能從天花板上調用充電器進行恢復。恢復速度緩慢，除非充電器損壞，否則會繼續恢復到最大值。
- KGN.002 寒冰人（コールドマン╱Coldman）

國王在萊特博士的實驗室裡盜走一個巨大的冷凍機，並用來冷凍和儲存恐龍DNA樣本，再將其改造成一個護送機器人。本身體型很複雜，但卻為其防禦性能感到自豪。體溫為-273.15℃，低溫使得AI的IC芯片運行緩慢。喜歡刨冰，不喜歡厄爾尼諾現象。
除了產生壁狀冰塊的特殊武器“冰牆”和從地面散發出的冷氣攻擊外，當體力減少到一半以下時會不時彈射出雲狀機械“Mokumokumo”。
- KGN.003 大地人（グランドマン╱Groundman）

國王開發的考古挖掘機器人，是軍團中最厲害的。他對自己的工作充滿熱情，一直在挖掘，直到被告知停止挖掘。性格陰暗，喜歡獨自挖掘隧道。 另一方面，也有傳言說他身上帶著出土的寶物。
特殊武器“擴散鑽頭”是一種穿透鑽型導彈，發射後可以分裂成兩顆或四顆。可以變身為一個鑽頭戰車，在這種狀態下他不會接受任何攻擊，包括弱武器。能一邊潛入地面或天花板一邊移動，並用大型鑽機從天花板上突刺。
- KGN.004 海盜人（パイレーツマン╱Pirateman）

海盜船長形狀的機器人，用於在航行中攻擊貨船。不擇手段來執行任務的冷酷性格。據推測，與這場動亂同時發生的海上襲擊是他的傑作。喜歡談論利潤，房間裡有很多寶藏。他將正在巡邏以保護海洋和平的潛水人視為競爭對手，但似乎並不擅長應付潛水人。
特殊武器為“遙控地雷”。擅長水下戰鬥，在自由操縱房間內的水位的同時還能設置旋轉攻擊和將自己包裹在氣泡中的遠程水雷。
- KGN.005 燃燒人（バーナーマン╱Burnerman）

內置火焰噴射器的破壞環境用機器人。被國王命令焚燒大自然。相信國王的謊言：“如果你一天不燃燒一座密林，自殺炸彈就會開始”，於是繼續用特殊武器“燃燒烈火”焚燒叢林（也許這就是他討厭自殺炸彈的原因）。
除了高速沖刺和大跳躍的俯沖之外，其特殊武器還可拉近距離。還能使用手榴彈和腿部陷阱等武器。在頭目房間裡，兩端的地板都是針刺陷阱。
- KGN.006 魔術人（マジックマン╱Magicman）

原本是舒適馬戲團成員的機器人，但因想脫穎而自願加入軍團。是個勤奮的人，不遺餘力地研究新的魔術，但每次炫耀他的魔術時，他的同伴都厭倦了他。
除了用特殊武器“魔術卡片”剝奪玩家的體力並恢復自己的體力外，還會用鴿子射球和連身衣（小嘍囉）射出子彈進行攻擊。
- DWN.057 天狗人（テングマン╱Tenguman）

曾在《8代》登場，但部分招式刪減，打倒他後獲得的特殊武器也不同。
- DWN.058 星象人（アストロマン╱Astroman）

曾在《8代》登場，但部分招式刪減，打倒他後獲得的特殊武器也不同。

### 9代
- DRN.065 水泥人（コンクリートマン╱Concreteman）

與氣力人同為工程用機器人，有著首領般的工作風範，對自己以及部下的工作要求頗為嚴格，絕不允許偷工減料，違反者會被他吼飛。有著極不符合本身龐大身軀的輕快速度。
武器為用水泥封死對方行動後再給予撞擊的「水泥射擊」。
事件結束後自告奮勇去追捕威利。
- DRN.066 龍捲風人（トルネードマン╱Tornadoman）

任職於空中氣象研究所的機器人，手上有風扇裝置來產生龍捲風，用來與上陸前的海上龍捲風中和，以防止災害發生。
武器為旋轉手上的扇葉所產生的「旋風狂飆」。
事件結束後成為洛克人的搭檔，一起守護著世界的和平。
在《10代》中，作為《9代》頭目的代表，以可以重現過去機器人頭目招式的「武器存檔機」的造型代表再次登場。
- DRN.067 人魚女（スプラッシュウーマン╱Splashwoman）

有著人魚外表的海上救難用機器人，是元祖系列第一次出現的女性頭目，喜歡唱卡拉OK，因為有著如天籟般的美妙聲音，所以有經紀公司意圖讓她出道當偶像，但本人完全拒絕。
武器為使用長棍射出三叉戩狀雷射的「雷射三叉戩」。
事件結束後成為萊德多的攝影模特兒。
初期設定為男性機器人海洋人(オーシャンマン)，但礙於只能出現一位女性頭目的條件，所以最後將性別改成女性。
8代的優秀投稿的作品中曾出現類似的美人魚女(マーメイドウーマン)，但與9代的人魚女無任何關聯。
- DRN.068 插頭人（プラグマン╱Plugman）

電視工廠的監督用機器人，擅長用銳利眼光來檢驗是否有瑕疵品。
手上的插頭可放出特殊武器「插頭能量球」。
事件結束後常與拉休一同到電器行購物。
- DRN.069 珠寶人（ジュエルマ╱Jewelman）

礦山研磨寶石用的機器人，手很靈巧並且很愛現。
武器為製造鑽石圍繞自己身邊作為保護的「寶石衛星」。
事件結束後向蘿露展示著自己收藏的寶石。
- DRN.070 黃蜂人（ホーネットマン╱Hornetman）

花園管理用機器人，胸前形狀類似蜂巢，可以放出機器黃蜂，有關植物的知識他可是相當豐富。
武器為放出黃蜂攻擊對手或拿取道具的「追蹤黃蜂」
事件結束後回去繼續做園藝類的工作，且受到比特的喜愛。
初期設定為女性機器人蜂蜜女(ハニーウーマン)，但礙於只能出現一位女性頭目的條件，所以最後將性別改成男性。
- DRN.071 岩漿人（マグママン╱Magmaman）

地熱發電廠的管理機器人，可以在岩漿中自由行動，喜歡泡溫泉，會向人詳細說明溫泉的療效。
武器是可一次射出三個岩漿的「岩漿加農砲」，一發可出三種不同方向。
事件結束後萊特博士用他的能力來燒洗澡水。
- DRN.072 銀河人（ギャラクシーマン╱Galaxyman）

宇宙研究所的助手機器人，有著相當高段的演算能力，身體形狀如同幽浮，平常沒事時也常收起手腳像幽浮般在空中飛行。
武器為可吸收任何物質(水泥除外)的「銀河黑洞」。
事件結束與布魯斯在片尾背景出現，在空中像幽浮般飛行著。

### 10代
- DWN.073 刀鋒人（ブレイドマン╱Blademan）

世界遺產城堡的指引機器人。
以城主的刀劍為靈感而設計出來這樣怪異的守衛。
刀劍和武器上知識豐富，但如有人開始談論此事，他會長篇大論講個不停，讓有些遊客困擾不已。
- DWN.074 抽水人（ポンプマン╱Pumpman）

管理污水處理設施的機器人。
看似老式的機器人，但能自由操縱水、消防水彈與擁有強力的旋轉刀。
愛好美麗的事物，常參加城裡塗鴉清潔的義工。
- DWN.075 指揮人（コマンドマン╱Commandoman）

排除地雷的機器人。
通過特殊武器的遙控炸彈，一直在努力摧毀爆破物品。
雖然工作忙碌，不過四處工作的同時也能品嚐來自世界各地的油品讓他十分高興。
- DWN.076 冷凍人（チルドマン╱Chilledman）

在北極的自然觀察機器人。
主要工作是避免冰川融化使全球變暖。
業餘愛好是攝影，以宏偉性質的照片在上傳網路上，相當重視大自然的重要性。
- DWN.077 綿羊人（シープマン╱Sheepman）

原本是綿羊牧場的管理機器人。
某天發現靜電能被儲存在自己的羊毛上，因此換了工作在靜態電阻測試板工廠上工。
但疲憊不已的他，似乎想回到原來職業上工。
- DWN.078 棒球人（ストライクマン╱Strikeman）

射球作法的球場機器人。
可以拋出任何類型的球技，但心情不好的時候，會擊中其他球員機器人。
因而住院的球員夥伴們，因為不喜歡這樣的他，把他發送到維修廠的地方作業。
- DWN.079 氮氣人（ニトロマン╱Nitroman）

活躍於電影和電視特技的機器人。
不管監督要求任何危險的特技，都能騎乘成功的技術天才。
擁有一共60名成員的機器人特技俱樂部。
- DWN.080 太陽人（ソーラーマン╱Solarman）

在人造太陽研究設施工作的機器人。
可以產生一個規模極小的奈米級太陽能源。
顧慮到研究所的人們因工作而久坐可能影響健康而倡導自己發明的「太陽能體操」，不過是超級難以學會的動作。

### 11代
- DWN.081 磚塊人（ブロックマン╱Blockman）

配音：山本和臣（『11代』）
NAKAUME製造廠開發的外部裝修工程用機器人，雖然身材矮小卻有著要強不服輸、好勝爭鬥的性格，常常會暴躁的跑來跑去，不斷造出從敵人頭上落下的磚塊。
面對危機時會使用威利博士賜與的動力齒輪的力量，用磚塊覆蓋自己小小的身體，變身為巨大機器人。巨大化時會利用龐大身軀的優勢，以力量進攻。
為八大頭目中唯一在過場動畫有對白的頭目之一，被威利帶走時更表示沒有東西能夠阻止他（日文版／中文版中則直接警告威利博士釋放他們）。
- DWN.082 保險絲人（ヒューズマン╱Fuseman）

配音：古川慎（『11代』）
O.D.A-ELECTRONICS開發的機器人，負責操縱高壓電流及管理電氣設備。個性沈默寡言，總是很神經質。能自在地操縱高壓電流，亦擁有風馳電掣的移動速度。
能提升速度，瞬間繞到敵人的死角，射出高壓電流彈。只要發動由威利安裝在身上的加速齒輪，移動速度便會突破極限，全身被電流覆蓋化成雷電，襲擊洛克人。
- DWN.083 爆破人（ブラストマン╱Blastman）

配音：畠中祐（『11代』）
B.B-BOMB公司開發的機器人，從事電影和主題公園中處理爆炸效果的藝術家。性格衝動、常瞬間併發出情緒。在爆破工作現場常在舞台上奔跑，培養出敏捷的運動。隨自己爆炸慾四處扔炸彈。
隨著戰鬥情緒高漲時，會使用威利博士組裝的動力齒輪，並像要表現自己膨脹的爆炸慾望，投擲超強爆破威力的巨大炸彈。
- DWN.084 硫酸人（アシッドマン╱Acidman）

配音：鳥海浩輔（『11代』）
MECHA-CHUCHETS工科大學開發的機器人，在化學藥品公司負責製作各類藥品，但經威利博士改造後，愛上生產作用危險的劇烈性藥物，變成瘋狂科學家。會用劇藥屏障包裹身體，並發射含有劇烈藥物子彈攻擊。使用威利博士組裝的加速齒輪後，會跳進腳下的藥池高速游泳，濺起水花攻擊。
- DWN.085 凍原人（ツンドラマン╱Tundraman）

配音：川田紳司（『11代』）
柯薩克機器人研究所開發的機器人，負責開拓兼調查極地，在電視上看過冰上芭蕾舞後沈迷在其魅力，於是在絕對零度的極地獨自一人反覆練習。為了滿足在人前披露自己的冰舞的慾望，會發揮自豪的技巧，能展現出華麗又高速的危險之舞。
隨著情緒高漲時，會使用威利博士組裝的加速齒輪，一旦發動後會使出競速滑冰的滑冰攻擊，還會以旋轉跳躍使出絕對零度的暴雪攻擊。
- DWN.086 火炬人（トーチマン╱Torchman）

配音：小西克幸（『11代』）
TSUBAKURO製造廠開發的機器人，從事戶外活動顧問和原創拳法「火炬術」的拳手，為了控制從身體噴出的火焰而持續修行。粗暴地時候會用鍛鍊得來的拳法隨意亂鬧，尤其擅長是那帶有火焰的強勁腳法，如果洛克人被擊中將被打飛到一角。
能使用動力齒輪，動力齒輪發動時將失去自制力，變得更凶暴，並會更粗暴地發射高火力的火焰。
- DWN.087 巨樁人（パイルマン╱Pileman╱Impact Man[1]）

配音：寺杣昌紀（『11代』）
與建築人同樣由同家公司開發的萬能型建築支援機器人，在建築地盤負責基礎工程。打摏機器人三兄弟「打樁一郎」、「打樁二郎」和「打樁三郎」合體便會變身成“衝擊人”。衝擊人於一個老舊建築地盤中建立了由建築機器人組成的軍團，並把自身藏在洞穴深處，魯莽衝撞的精神加上想要完成工程的使命感令他們失控，他們一直繼續毫無秩序的建築工程。雖然擁有高大魁梧的身形，但與外表相反，擅長高速衝撞攻擊。 由威利博士安裝的動力齒輪發動時，會跟身為部下的打摏機器人們合體並變大，以具壓倒性破壞力的巨樁攻擊洛克人。
- DWN.088 橡膠人（ラバーマン╱Rubberman╱Bounce Man[1]）

配音：田村由香里（『11代』）
GO GO GUM與MOMOS ROBOT共同開發的衝擊測試用機器人，負責指導室內運動設施。會活用以特殊膠材製造的身體一邊到處跳躍，一邊又能伸出很長的拳頭。個性天真無邪又樂觀，因此把戰鬥視為遊戲。雖然高大，但體內安裝了加速齒輪。加速齒輪發動時，身體會變得更有彈性，能夠以一閃即過的高速在四處跳躍。

## 其他頭目

### 1代及1重製
- 黃惡魔（イエローデビル╱Yellow Devil）

配音：乃村健次（『1重製』）
威利城第一關的頭目，只會說bumobumo這個字，本作除了分裂和能原彈以外，還會使用拍打（玩家靠近時使用）和雷射攻擊（僅限困難模式，並且不會使用拍打攻擊）。
- CWU-01P

配音：私市淳（『1重製』）
威利城第二關頭目，水域的防衛機器，會不則手段的消除入侵者，核心被泡泡包覆，要將泡泡打破才能傷害本體，在血量變少的時候會加速，在普通難度以上會使用雷射攻擊。
- 複製機器人（コピーロボット╱Copy Robot)

配音：同對應角色（『1重製』）
八大逆戰關的頭目，會複製出跟玩家相同的角色，除了複製洛克人跟複製八大頭目以外，還有複製蘿露、布魯斯和小洛克。在挑戰模式中不管使用哪個角色都會跟複製洛克人對戰。
- 威利機器1號（ワイリーマシーン1号╱Wily Machine 1）

《1代》及《1重製》最終頭目。重製版中有兩個型態，普通難度以上會使用八大頭目的武器（氣力人的招式只在第二型態使用，但只會丟十字鎬），困難模式下會使用衝撞攻擊（只有在使用洛克人時才會用）。外型為骷髏戰車，跟洛克人初代的戰機造型不同。
- 原型巨眼（プロトアイ╱Proto Eye）

《1重製》登場的序關頭目，雜兵大眼珠的原形機，除了跳躍之外還能發射能源彈，雖然體型巨大但外部防禦尚未完成，故防禦力不如完成品，全身都是弱點。
- 洛克人?（ロックマン?╱Rockman ?╱Mega Man?[1]）

配音：小林由美子（『1重製』）
《1重製》登場的威利城第三關頭目。冒牌的洛克人，脖子上戴著紫色圍巾，眼神邪惡，能源彈爲綠色，當玩家使用八大頭目時會取代原頭目的位置，攻擊模式跟複製洛克人有些不同。

### 2代
- 機械龍（メカドラゴン╱Mecha Dragon）

威利城的第一關頭目。以西方的飛龍作為外型。以吐出火焰作為攻擊。外型深受威利喜愛。因為體型太過巨大，且當時沒有讓牠能飛行的技術，所以威利在牠腹中利用灌入大量氫氣漂浮的方式來飛行。在牠出現的前期為無敵狀態，玩家要在避免摔死的情況下躲避牠的攻擊。
- 保全攝影機 （ピコピコくん╱Pico Pico Kun）:威利城的第二關頭目。原本是萊德博士家的高級保全系統，因為威利覺得非常好用，所以整組偷來改造，成為了威利城的保安系統。一共有14個，藉由合體和分離達到攻防一體的效果。

- 氣力戰車（ガッツタンク╱Guts Tank）

威利城的第三關頭目。以1代的氣力人為樣本開發的巨大戰車。身上的重量有一半來自燃料，號稱燃料耗盡時速度會變快(但其實根本沒有這回事)。後方引擎上寫著專用的燃料名稱「LPG(液化石油氣)」。
- 光束陷阱（ブービームトラップ╱Boobeam Trap）

威利城的第四關頭目。利用強化玻璃作為防禦的光學武器。雖然只設置五個，但攻防一體下的威力不容小覷。
- 威利機器2號（ワイリーマシン2号╱Wily Machine 2）

威利城的第五關頭目。導入上回失敗的經驗，這次在外型和攻擊輸出上經過特別設計，可發射反重力能源彈。被破壞時會出現第二型態，據說因為威利想讓洛克人看到自己的臉，所以第一型態的裝甲意外薄弱外第二型態的前方也露出了玻璃罩，但也讓第二型態變得很脆弱。
- 外星人（エイリアン╱Alien）

《2代》最終頭目。威利利用投影裝置照在破壞砲上，映照出來的立體影像，製作目的主要是要嚇唬大家。外型參照「200X年版-好孩子的怪物圖鑑」製作而成。以「∞」字型的軌道漂浮移動，一定時間內發射砲彈。除泡沫球外的其他特殊武器無法給予傷害之外還會讓它回滿血。

### 3代
- 萬能機器人K-176（ドクロボットK-176╱Doc Robot K-176）

外型像骸骨的大型機器人，只要插入程式晶片就可以模擬出那個機器人的攻擊模式與攻擊武器。
擊倒八大頭目後，會在電光人、忍者人、雙子星人和針刺人的關卡中出現，每關出現兩隻，會使用2代八大頭目的特殊武器與攻擊模式
每一隻的弱點皆有不同，但會有重複。萬能機器人K-176總共有八個。
- 破壞者（ブレイクマン╱Breakman）

八名K-176擊敗後出現的頭目，特徵是戴著附帶口罩的頭盔，登場時候出現口哨聲，依照推斷應該是布魯斯的偽裝。
- 龜五郎&龜五郎製造機（カメゴロー&カメゴローメーカー╱Kamegoro & Kamegoro Maker）

威利城第一關的頭目。搭載著水質探測用機器人"龜五郎"的機器人、一次發射一隻龜五郎攻擊洛克人，當龜五郎們全滅後便會因線路異常而自爆。
- 黃惡魔Mk-II（イエローデビルMk-II╱Yellow Devil Mk-II）

威利城第二關的頭目。改良自第一代的黃惡魔，攻擊方式較第一代還多，但實際上卻比第一代還弱。攻擊模式唯一的差別是多了一種讓分裂的碎片以彈跳方式移動的攻擊方式。
- 立體映像洛克人群（ホログラフロックマンズ╱Horograph Rockmans╱Horograph Mega Men[1]）

威利城第三關的頭目。改良自第一代的複製洛克人，以三人為一組單位組成的冒牌洛克人，同樣會使用洛克人的特殊武器。為了加強混淆效果三個裡面只有一個是有實體的本尊，另外兩個是立體影像。會利用房間中的傳送器洗牌式交換位置。
- 威利機器3號（ワイリーマシーン3号╱Wily Machine 3）

威利城第五關的頭目。第一型態的外型如同一隻螃蟹，行動方式也是如同螃蟹一樣是行著走的，威利博士稱呼他為蟹道樂，下方附有砲台來攻擊洛克人。在第二型態時會露出駕駛艙，因為前兩次的教訓，這次威利將駕駛艙改到洛克人不易攻擊的上方，但缺點是走到一半會因腳的摩擦力不足而滑到低處露出弱點。同時威利並沒有料到洛克人已經能借助拉休噴射機在空中移動。
- 珈瑪（ガンマ╱Gamma）

《3代》最終頭目。原本是萊特博士與威利博士為了世界和平而做出的巨大機器人、被威利拿來改造成征服世界及對付洛克人的武器，使用未知行星的礦產作為能源。
第一型態只有迷你的頭部，是威利用來拖延時間的偽裝，第二型態才是完整的狀態，但因為還沒有完成所以只有左手能動，主要使用能源彈進行攻擊。
此造型在往後的《洛克人世界4》及《洛克人X5》中有出現相似的機種，皆只有上半身能動。

### 4代
- 摩斯拉亞（モスラーヤ╱Mothraya）

柯薩克城第一關頭目。原先是在用於寒冷地帶破冰的機器人。由於其強大的破壞力而被改造為戰鬥用。
- 方塊機器（スクエアーマシン╱Square Macihne）

柯薩克城第二關頭目。由三個巨大舞台組合而成，內藏大型電腦的方形機械，將其封閉使用能源彈攻擊來達到「阻止入侵者」的效果。
- 雙子蟑螂（コックローチツイン╱Cockroach Twin）

柯薩克城第三關頭目。原先是建築物修補用的機器人，威利和柯薩克將其改造為戰鬥用。能像蟑螂般攀爬牆壁，多以二具一組來工作。
- 柯薩克抓手（コサックキャッチャー╱Cossack Catcher）

柯薩克城第四關頭目。以柯薩克博士童年時最擅長的夾娃娃機為造型而製作，特徵為有著大型的爪子。除了可以將對方抓起並重重摔下外，也可以發射三顆分散的能源彈進行攻擊。
- 梅德路老爸（メットール・ダディ╱Metall Daddy）

威利城第一關頭目，自身可生產梅德路的大型機械。可藉由噴射引擎來進行高速移動。由於冷卻系統的缺陷，所以對熱攻擊的防禦很弱。
- 章魚垃圾桶（タコトラッシュ╱Takotrash）

威利城第二關頭目。被改造成隊洛克人戰鬥用機械的原大型垃圾處理機。具備頭部發射炸彈和口部發射火焰的強大火力。
- 威利機器4號（ワイリーマシーン4号╱Wily Machine 4）

威利城第三關頭目。對洛克人用的戰鬥用兵器，也是第一個一體成形的威利機械。第一型態中有著骷髏造型的前蓋口，可發射威力強大的能源彈。
第二型態為骷髏頭造型的前蓋破損之後而成 ，原本隱藏的威利面貌也會露出。原本前蓋的設計附有抑制光束炮的裝置 ，所以在其損壞後會讓能源彈的威力大幅上升。
- 威利膠囊1號(ワイリーカプセル╱Wily Capsule I)

《4代》最終頭目。內建紅外線偵測器的小型單體作戰兵器，原先是威利的逃脫裝置，但威利相中了的精密裝備之後決定利用來戰鬥 。在黑暗中會不定時現身，並使用與方塊機器相同的能源彈來攻擊洛克人。

### 5代
- 黑暗人1號（ダークマンI╱Darkman I）

布魯斯城第一關頭目，擔任布魯斯的守衛，黑暗人系列中唯一的戰車型。有著高攻擊力，受到損傷達一定程度時會加快速度。
- 黑暗人2號（ダークマンII╱Darkman II）

布魯斯城第二關頭目，黑暗人系列中唯一的完整人型。其強力的電磁波可使敵人的攻擊偏轉，但因威利忘了裝上其武器的緣故，導致他除了衝撞以外沒有任何攻擊手段。
雖然是2號，但實際上為黑暗人系列的基本型。
- 黑暗人3號（ダークマンIII╱Darkman III）

布魯斯城第三關頭目，在黑暗人中只有他的右手安裝強大威力的砲。有著在跳上空中狙擊洛克人的高機動性。胸部射出的光線可以使洛克人暫時停滯。
- 黑暗人4號（ダークマンIV╱Darkman IV）

布魯斯城第四關頭目，冒牌布魯斯的真面目，有著黑暗人系列的最強戰鬥力。可以藉由移動自己身上零件來改變自己的巨大體型，利用這特性來假扮布魯斯，最後被布魯斯本人拆裝偽裝，口哨聲與布魯斯本尊也稍有不同。具備了黑暗人II的電磁波和黑暗人III的武力，以及比黑暗人I更強的攻擊力。
- 大培茲（ビッグペッツ╱Big Pez）

威利城第一關頭目，原本是在遊樂園指點遊客路徑的柱狀機器人，但被威利改造。會以類似不倒翁跌倒了(日本的一種遊戲，用木槌將柱狀不倒翁的身體部分敲出)的方式進行攻擊。
- 圓環Q9（サークリングQ9╱Circling Q9）

威利城關第二關頭目，有著厚實裝甲防禦的大型機器人。其裝甲可以阻擋任何攻擊，但為了機體散熱而做的兩個換氣口卻成了重大的弱點。
- 威利壓縮機（ワイリープレス╱Wily Press）

威利城第三關頭目。威利發現洛克人對上下攻擊不拿手而設計的幽浮狀機械，雖然威利本人認為這是個了不起的發明，但說穿了只是個會壓頂攻擊的壓縮機罷了。
- 威利機器5號（ワイリーマシーン5号╱Wily Machine 5）

威利城第四關頭目，為大型戰車型態的對洛克人作戰用機器。本來有變形功能，但由於製造時的配線錯誤，導致原本第二型態的變形動作變成了發射逃生艙，但其逃出裝置已有不俗的戰鬥力。
- 威力膠囊2號(ワイリーカプセルII╱Wily Capsule II)

《5代》最終頭目。新加入了瞬間移動的能力，攻擊方式比1號還多，也比1號更強，在打完威利機器後接著上場。

### 6代
- 繞行者II（ラウンダーII╱Rounder II）

X城第一關頭目。由5代登場的小嘍囉繞行者改良而來。因為重量的緣故無法飛行，以兩台一組在軌道上移動。
- 強力活塞（パワーピストン╱Power Piston）

X城第二關頭目，巨大的活塞型機械。利用威力強大活塞來撞擊要塞牆壁，利用地震來使要塞的天花板崩塌，進而把侵入者活活壓死，有很高的防禦力。
- 梅藤格Z（メットンガーZ╱Mettenger Z）

X城第三關頭目，由梅藤格操控，除了駕駛槍外接包覆著超合金裝甲的戰車機器人，外型為威利參考『無敵鐵金剛Z』的頭部製作。
- X粉碎機（Xクラッシャー╱X Crasher）

X城第四關頭目，X先生親自操縱的球型機器人。以單擺的方式來進行移動式的撞擊，但因為移動速度過快和擺動角度太大，導致X先生在上頭很容易頭暈。最近X先生似乎有把它改造成一般交通工具的打算。
- 機械雷龍（メカザウルス╱Mecha Zaurus）

威利城第一關頭目，參考恐龍圖鑑做出來的恐龍型機器人。口中可發射火焰，腹部可發射圓盤來攻擊，且包覆者可擋住多數攻擊的裝甲。
- 戰車CSII型（タンクCS-II型╱Tank CS-II）

威利的第二關頭目，對洛克人專用的戰鬥型三輪戰車。可用紅外線精準感應對方的攻擊動作後，再進行強大的反擊。
- 威利機器6號（ワイリーマシーン6号╱Wily Machine 6）

威利城最終關頭目，以5代的威利壓縮機改良而成。將壓制力改良，在往下跳之後可以立刻彈起再次攻擊，同時也加裝了一次三發的能源彈。但缺點是攻擊時無法移動。被打破上部裝甲後的第二型態的威力減低很多，一次只能發射單發能源彈。
- 威利膠囊3號（ワイリーカプセルIII╱Wily Capsule III）

《6代》最終頭目。在歷代的威利膠囊中外型是最大的，一次可以連發四顆能源彈，在打完威利機器後由上部的駕駛艙分離並接著上場。

### 7代
- 佛魯迪（フォルテ╱Forte╱Bass[1]） - 開頭關卡

在一開始打完瘋狂壓路機後登場，血量並不多，只要攻擊個幾下即可結束。戰鬥結束後的台詞會因洛克人的血量而稍有變化，但不影響劇情。
- 胖小丑（マッシュ╱Mash）

機器人博物館的頭目，威利在搶奪氣力人複製品時用來牽制洛克人，以拖延時間來逃走，為一台有著極重身軀，並具備攻防速三位一體的優秀機器人。但由於設計上的嚴重失誤，導致在進行攻擊時頭部很容易因衝擊而掉下。
- 佛魯迪（フォルテ/Forte╱Bass[1]） - 威利城第一關中盤

因盜取了萊特研究所的洛克人設計圖，所以具備了連續射擊及聚氣射擊的機能。有著比初始關卡更加難纏的堅強實力。
- 氣力人G（ガッツマンG╱Gutsman Great）

威利城第一關頭目。威利將襲擊博物館所擄來的氣力人複製機所改造而成。因為改造重點被放在力量上，所以有著更為堅硬的巨大手臂。由於改造後過重的緣故，導致原本的腳不堪負荷，於是將其改造成履帶。
- 超級佛魯迪（スーパーフォルテ╱Super Forte╱Super Bass[1]）

在威利城第二關中盤登場。經過威利城第一關中盤的戰役之後會與柯斯貝爾合體，威力更加提升。不只有著比超級洛克人更優秀的飛行能力，連火箭飛拳的攻擊範圍都更加廣闊。
- 輸送龜（ガメライザー╱Gameriser）

威利城第二關頭目，以垂直起降型物資運送機改造而成的龜型機械。腹部如同收納庫，搭載著走型炸彈機器人「輸送小龜」。
- 般若NED2（ハンニャNED2╱Hannya NED2）

威利城第三關頭目。被威利從冰河中救出，為了報答恩情而效忠威利的機械，身懷強烈的武士魂。
- 威利機器7號（ワイリーマシーン7号╱Wily Machine 7）

威利城第四關頭目，以之前的威利機器3號為藍本，攻擊與機動力更加優秀的對洛克人用戰鬥機器。可以藉由體內一次製造出兩台小型機器來牽制洛克人。
- 威利膠囊4號（ワイリーカプセルIV╱Wily Capsule IV）

《7代》最終頭目。威利機器7號內建的逃脫裝置，在本體被破壞後出現，在威利膠囊中已有著歷代最強的攻擊力。

### 8代
- 寄居蟹（ヤドカルゴ╱Yadocargo）

開頭關卡的頭目。威利用於秘密基地警戒的戰鬥用機器，但由於島上一直處於沒有任何戰鬥的和平狀態，所以殼上長了鳥巢和青苔。有著類似鉗子的戰鬥武器，殼下為最大的弱點。
- 阿提提米諾（アテテミーノ╱Atete Mino）

威利城第一關頭目，守衛著基地入口的蓑衣蟲型機器人。有著喜歡惡作劇使人嚇一跳的個性。戰鬥時會吊在空中向人投擲炸彈，或是丟出小阿提提米諾來攻擊對手。
- 鰤王（ブリキング╱Bliking）

威利城第二關頭目，威利為了打倒洛克人而拿出全部技術力設計的戰鬥機型機器。因為是緊急出擊的緣故所以來不及塗装。戰鬥時會使用頭上的炸彈、翅膀的雷射和導彈來攻擊。
- 綠惡魔（グリーンデビル╱Green Devil）

威利城第三關頭目，黃惡魔的改良型。身體是由厚度極高的果凍狀的物質構成，並由眼珠造型的本體控制。除了使用基本的分裂攻擊外，也會分裂後用類似波浪的方式攻擊對手。
- 威利機器8號（ワイリーマシーン8号╱Wily Machine 8）

威利城第四關頭目。對付洛克人用的飛行船造型機，搭載著強力的惡能源，總使主砲已被迪歐破壞，但仍擁有著不可小看的戰鬥力
本體被破壞後，會出現最終頭目"威利偉大膠囊"。
- 威利偉大膠囊（ワイリーカプセルグレート╱Wily Great Capsule）

《8代》最終頭目。威利機器8號內建的逃脫裝置，在本體被破壞後出現，藉由由裝填的惡能量可進行多樣的攻擊及瞬間移動。

### 與佛魯迪
- 綠惡魔（グリーンデビル╱Green Devil）

開頭關卡的頭目。曾在《洛克人8》登場，但部分招式刪減，也不會分裂移動。
- 阿提提米諾原型（アテテミーノ・プロト╱Atete Mino Proto）

國王城第一關頭目，體型比《8代》登場的阿提提米諾還大，也能倒掛於天花板。與猴形機器人“Monking A”一起迎擊玩家。玩家可透過乘坐升降機和天平抬起主體來攻擊弱點頭部，但是如果長時間停留在升降機上，玩家會掉入熔岩中死亡。
- 國王戰車（キングタンク╱King Tank）

國王城第二關的第一頭目，由國王操作的巨型機甲戰車。上方裝有炸彈發射器，前方裝有加特林機槍，後輪部分有存放小嘍囉的空間。裝甲雖然厚實，但擁有能沖刺的高機動性。敵人的攻擊點和毛毛蟲是弱點。
此外，這場戰鬥不顯示頭目生命計量表。
- 國王戰機（キングプレーン╱King Plane）

國王城第二關的第二頭目，由國王操作的巨大飛行機械。玩家得在空中飄移的平台上進行戰鬥，該平台會通過強制滾動前進。胸部內置有高功率雷射炮，其攻擊範圍一直向前延伸，除了在發射前攻擊發射端口之外，沒有其他解決方法。會從底部發射能包覆物體的氣泡。其中一些氣泡能協助玩家，但是玩家用閃光彈時，整個畫面將被光線覆蓋，視線將被遮擋。此外還能發射摧毀平台的火箭彈。
和國王戰車一樣不顯示頭目生命計量表。
- 噴射機械國王（ジェットキングロボ╱Jet King Robot）

國王城第二關的最後頭目，國王戰車和國王戰機合二為一的巨型機器人。能用國王戰車的炸彈和國王戰機的高功率雷射攻擊，還能使用衝刺和追蹤子彈。
- 威利機器（ワイリーマシーン╱Wily Machine）

《與佛魯迪》的最終頭目，由威利博士操作的機械。擁有撞擊、能量球、壓擊、導彈、彈跳鋸、大範圍雷射等多種攻擊方式。即使主體被摧毀，威利幽浮也能運行。

### 9代
- 仿冒人（フェイクマン╱Fake Man）

特別關卡頭目，威利依據機器警察的造型偽造的機器人，也是把萊特博士帶走的元兇。
- 尖刺推進者R&B（スパイクプッシャーズR&B╱Spike Pushers R&B）

威利城第一關頭目。
- 巨型機甲鯊魚（メガメックシャーク╱Mega Mec Shark）

威利城第二關頭目。
- 雙子惡魔（ツインデビル╱Twin Devil）

威利城第三關頭目。
- 威利機器9號（ワイリーマシーン9号╱Wily Machine 9）

威利城第四關頭目。
- 威利膠囊5號（ワイリーカプセルV╱Wily Capsule 5）

《9代》最終頭目。威利機器9號內建的逃脫裝置，在本體被破壞後出現。

### 10代
- RKN.001 演歌（エンカー／Enker）

特別關卡第一關頭目。
- RKN.002 龐克（パンク／Punk）

特別關卡第二關頭目。
- RKN.003 巴拉德（バラード／Ballade）

特別關卡第三關頭目。
- 虛擬頭目戰（ウェポンアーカイブ／Weapon Archive）

威力城第一關頭目，為 1～9 代（不包括洛克人與佛魯迪）代表頭目攻略戰。
- 蟹型橫行者（クラブパンチャー／Crab Puncher）

威力城第二關頭目，只有攻擊眼睛才能給予其傷害。
- 磚塊惡魔（ブロックデビル／Block Devil）

威力城第三關頭目，曾在洛克人2的威力城堡登場過頭目，但這次型態不太一樣。
- 威利機器10號（ワイリーマシーン10号／Wily Machine 10）

威力城第四關頭目。
- 威利膠囊6號（ワイリーカプセルVI／Wily Capsule 6）

《10代》最終頭目。在地球上方的最終關卡的頭目。

### 11代
- 黃惡魔Mk-III（イエローデビルMk-III╱Yellow Devil Mk-III）

齒輪城第一關頭目。改良自第一代的黃惡魔，正常情況下的攻擊方式跟第一代一樣，但因為這次安裝了加速齒輪的關係，故此可分裂成9隻小黃惡魔對洛克人進行攻擊。
- 蒙巴恩（モンバーン╱Mawverne）

齒輪城第二關頭目。是威利博士在開發威利機器11號試作時的副產品，可利用自身的球狀外殼防禦一切攻擊，並在球體打開時發射多重能量彈攻擊外，亦可啟動自身所安裝的動力齒輪進行強力的鐳射攻擊。
- 威利機器11號第一型態（ワイリーマシン11号第一形態╱Wily Machine 11(V1)）

齒輪城最終關頭目。屬飛行型威利機器之一，外觀設計有如裝上骷髏頭的四軸飛行器。可發出反重力能源彈及長型導彈作為攻擊手段（取自威利機器2號及10號），底部的齒輪更能推動洛克人所站著的履帶式地板將洛克人拉近自己並進行攻擊。
- 威利機器11號第二型態（ワイリーマシン11号第二形態╱Wily Machine 11(V2)）

《11代》最終頭目。實為前代各威利機器所設備的威利膠囊逃生裝置，但這次仍以威利機器的名義命名。外層滿布運行中的齒輪並可發出4道大型齒輪飛彈對洛克人作出攻擊，甚至在危急關頭時發動雙重齒輪能力，在這狀態下不但能隨意傳送到另一位置外，更在傳送完成的利用大型齒輪所形成的錘子高速撞向洛克人，而且這能力並不如洛克人般會在一段時間內解除（即在被打敗前此能力會一直在啟動狀態）。

## 附註及來源
1. 1 2 3 4 5 6 7 8 9 10 11 12 13  歐美版英文名。
2. ↑  文 Mosi. . 鏡週刊. 2018.10.08 06:01  [2022-03-22]. （原始内容存档于2018-10-09） （中文（中国大陆））.
3. ↑  時之笛. . 3DM單機. 2018-07-26 11:01:53  [2022-03-19]. （原始内容存档于2022-04-01） （中文（中国大陆））.
4. ↑  『R20 ロックマン&ロックマンX オフィシャルコンプリートワークス』（2008年 株式会社カプコン発行、ISBN 978-4-86233-178-6）203ページ
5. 1 2 3 4 5 6  Paugh, Miranda L. .   [2008-09-27]. （原始内容存档于2009-07-02） （英语）.
6. ↑  . Sinister6.com. 2007-01-13  [2011-12-19]. （原始内容存档于2010-01-05） （英语）.
7. ↑  . Archive.sonic-hq.net.   [2011-12-19]. （原始内容存档于2011-03-16） （英语）.
8. 1 2 3 4 5 6  Paugh, Miranda L. .   [2008-09-27]. （原始内容存档于2009-07-02） （英语）.